# يزيد بن إبراهيم التستري
يزيد بن إبراهيم التستري، أبو سعيد البصري، مولى بني تميم (86 هـ - 163 هـ)، من أئمة ورواة الحديث وهو ثقة ثبت، إلا في روايته عن قتادة ففيها لين، يعد من زهاد أهل البصرة وعبادهم. قال الذهبي: «قال أبو الوليد: توفي سنة إحدى وستين ومائة، وقال الفلاس: سنة اثنتين. وقال حفيده أبو بكر محمد بن سعيد: مات جدي سنة ثلاث وستين ومائة».

## روايته للحديث النبوي
- حدث عن: محمد بن سيرين، والحسن، وعطاء بن أبي رباح، وابن أبي مليكة، وعمرو بن دينار، وأبي الزبير، وقتادة، وأيوب، وطائفة.
- حدث عنه: ابن المبارك، ووكيع، وابن مهدي، ويزيد بن هارون، وأبو داود، وأبو أسامة، وأبو الوليد، ومسلم بن إبراهيم، ومحمد بن سنان العوقي، وعفان، وأبو سلمة التبوذكي، وعلي بن الجعد، وهدبة بن خالد، وحجاج بن منهال، وأبو عمر الحوضي، وشيبان بن فروخ، وخلق سواهم.[4]

## أقوال العلماء فيه
الجرح والتعديل
- أبو أحمد بن عدي الجرجاني: له أحاديث مستقيمة، وهو ممن يكتب حديثه ولا بأس به، وأرجو أن يكون صدوقا.
- أبو حاتم الرازي: ثقة، ومرة: ثبت.
- أبو حاتم بن حبان البستي: ذكره في الثقات.
- أبو زرعة الرازي: ثقة.
- أحمد بن حنبل: ثقة حجة في الحديث.
- أحمد بن شعيب النسائي: ثقة.
- أحمد بن صالح المصري: وثقه.
- ابن حجر العسقلاني: ثقة ثبت إلا في روايته عن قتادة ففيها لين.
- الذهبي: ثقة.
- سعيد بن عامر الضبعي: صدوق مسلم.
- عبد الرحمن بن الحكم زغبة: ليس في أصحاب الحسن أثبت منه.
- علي بن المديني: هو عندنا ثقة، ومرة: ثبت في الحسن وابن سيرين.
- عمرو بن علي الفلاس: وثقه.
- محمد بن سعد كاتب الواقدي: ثقة ثبت.
- محمد بن عبد الله بن نمير: وثقه.
- وكيع بن الجراح: ثقة ثقة.
- يحيى بن سعيد القطان: يزيد بن إبراهيم عن قتادة ليس بذاك.
- يحيى بن معين: ثقة، وفي واية ابن محرز عنه قال: هو أرفع من ربيع من صبيح، مبارك بن فضالة كثيرا.
- يزيد بن زريع العيشي: ما رأيت أحدا من أصحاب الحسن أثبت منه.